# Унутрашње трупе Русије
Унутрашње трупе Министарства унутрашњих послова Руске Федерације (рус. Внутренние войска Министерства внутренних дел (ВВ МВД)) је била паравојна снага Министарства унутрашњих послова Русије од 1991. до 2016. године.
Унутрашње трупе су биле снаге налик жандармерији које су подржавале руску полицију, бавиле се контролом масе током нереда и унутрашњих сукоба и чувале веома важне објекте као што су нуклеарне електране . Унутрашње трупе су биле укључене у све сукобе и насилне немире у савременој Русији, укључујући Први и Други чеченски рат, где су током рата потпадале под непосредну војну команду и испуњавале задатке локалне одбране и безбедности позадинских подручја. Унутрашње трупе су се састојале и од добровољаца и од регрута, што је довело до флуктуације броја активних припадника, са мање од 200.000 након њиховог распуштања у односу на вршну снагу од 350.000, и искусили су недостатак официра од 1998. Коначни главнокомандујући Унутрашњих трупа био је генерал-пуковник Виктор Золотов од 2014. до 2016. године.
Унутрашње трупе су тврдиле да потичу из Специјалног корпуса жандарма Руске империје основаног 1811. године и ушле су у свој модерни облик као паравојска Министарства унутрашњих послова Руске Совјетске Федеративне Социјалистичке Републике 1918. године. Формиран је од руског огранка унутрашњих трупа Совјетског Савеза 1991 . године непосредно пре распада Совјетског Савеза . Дана 5. априла 2016. године, унутрашње трупе су званично одвојене од Министарства унутрашњих послова како би формирале основу Националне гарде Русије.

## Историја

### Унутрашње трупе Руске империје
Унутрашње трупе су тврдиле да потичу из Посебног корпуса жандарма Руске империје, који је почео да се формира 27. марта 1811. као жандармеријске јединице Царске руске армије . Корпус је еволуирао у униформисану безбедносну полицијску агенцију одговорну за спровођење закона и државну безбедност током већег дела 19. века и мањег дела 20. века. Корпус је такође потпао под команду Министарства полиције Руске империје и Губерније .

### Унутрашње трупе Совјетског Савеза
Модерне унутрашње трупе Русије подигао је 1918. године Сверуски централни извршни комитет, један од главних државних органа Руске Совјетске Федеративне Социјалистичке Републике (РСФСР), као паравојна снага при Народном комесаријату унутрашњих послова, Министарство унутрашњих послова РСФСР. Године 1919. реорганизована је у Снаге унутрашње безбедности ( Voyska vnutrenney okhrany Respubliki, ВОХР) и пребачен у Чеку, а затим 1922. у Заједничку државну политичку дирекцију (ОГПУ) 1922. године. Чека и ОГПУ су биле тајне полицијске агенције РСФСР и касније Совјетског Савеза.
Дана 28. јула 1988. године, Президијум Врховног совјета је издао декрет „О дужностима и правима унутрашњих трупа МВД СССР-а при чувању јавног реда“, разјаснивши његову улогу у распаду совјетског режима.  Међутим, унутрашње трупе су и даље биле део совјетских оружаних снага и овакво стање никоме није одговарало. Оружане снаге нису хтеле да буду виђене као сила унутрашњег сузбијања, посебно после катастрофалног рата у Авганистану . МВД је морао да гаси све учесталија и насилнија жаришта и да се носи са растућим и све боље организованим и опремљеним криминалцима. За ово је МВД-у била потребна већа ватрена моћ. Дана 21. марта 1989. године, Президијум је одлучио да унутрашње трупе извуче из састава Оружаних снага и Министарства одбране и преда их Министарству унутрашњих послова.

### Руске унутрашње трупе
Године 1990, оснивање МВД руске СФСР значило је да су унутрашње трупе у СФСР сада биле подређене републичком министарству. Распадом Совјетског Савеза крајем 1991. године, Унутрашње трупе Совјетског Савеза су реконституисане у Руској Федерацији у Унутрашње трупе Русије 23. јануара 1992. године, са њиховим последњим командантом као совјетским снагама, генералом Полковником Василијем. Саввин, поставши њихов први командант као руски. Године 1997. ухапшено је 14 контролора унутрашњих трупа због корупције и сарадње са локалном организованом криминалном групом јер су током рата на Касимову украли више од 400 kg злата из индустрије злата у Касимову.
Са оснивањем Националне гарде Русије у априлу 2016, унутрашње трупе су уклоњене из МВД-а и распуштене, постајући Снаге Националне гарде ( Војска национальној гвардии, Војска Натсионалнои Гварди ) које су сада директно извештавале Савет безбедности Русије и његовог председника, председник Русије.

## Правни основ
Савезни закон бр.27-173 је потписан 6. фебруара 1997. године. Закон је поставио оперативне стандарде за унутрашње трупе Русије. Закон носи наслов „О Министарству унутрашњих послова Руске Федерације“. Приликом подржавања режима ванредног стања, Унутрашњим трупама су исплаћивана повећања плата и додатна новчана давања у складу са савезним законима и другим законским актима које је одобрио министар унутрашњих послова. Чланом 38. вишим оперативним командантима је дато право да позивају подјединице специјалних моторизованих формација и војних јединица ван подручја њиховог деловања у трајању до месец дана.
Савезни закон такође детаљно описује важну улогу коју је руско Министарство одбране играло у пословима Унутрашњих трупа МВД-а када су се појавиле кризе. На пример, МО је било одговорно за обезбеђивање авиона за подршку активностима унутрашњих трупа током ванредних ситуација и услова оружаних сукоба ; вршење залиха и ешалона наоружања и војне опреме, муниције, горива и залиха за мобилизациони распоред унутрашњих трупа у ратном периоду; и бесплатно преношење наоружања и војне опреме унутрашњим трупама путем служби подршке на основу посебних одлука савезне владе и пружање помоћи у поправци и рестаурацији оштећеног наоружања и војне опреме.

## Општа организација
Упркос томе што су биле потчињене цивилној власти МВД-а, унутрашње трупе су биле паравојне снаге са централизованим системом чинова, командовања и службе. Главни командант и штаб трупа извештавали су само Министарство унутрашњих послова, задржавајући свој посебан ланац командовања. Главни командант је истовремено био и први заменик министра унутрашњих послова. Јединице ВВ у Совјетском Савезу су углавном биле састављене од регрута регрутованих по истом систему као и за Совјетску армију. Савремене унутрашње трупе у Русији, као и у Украјини, искусиле су спор прелазак на систем уговорног особља. Официри ВВ су школовани како у сопственим специјалним академијама тако иу војним академијама Копнене војске.
Главне врсте унутрашњих трупа биле су теренске јединице, разне јединице за чување објеката, специјалне моторизоване јединице, јединице за контролу нереда и патроле и специјалне снаге попут Руса. Од 1980-их, јединице специјалца су створене у оквиру ВВ да се баве тероризмом и талачким кризама. Теренске јединице су у суштини биле лака моторизована пешадија, сличне јединицама регуларне војске по својој организацији и наоружању. Они и специјалне снаге су биле у великој мери ангажоване у оружаним сукобима у Чеченији и ширем Северном Кавказу.

### Окрузи и формације
Унутрашње трупе Русије обухватале су штаб, војне јединице, установе за војну обуку и установе за делатност унутрашњих трупа, органе одржавања и управе. Највеће јединице налазиле су се у свим већим градовима.
Окрузи унутрашњих трупа:
- северозападни округ
  - 63., 33. оперативне бригаде специјалног одређивања ((ОБрОН) в/ч 3526, Лебјажје); 124. ВВ пук, 614. ВВ пук Корјажма; 2. одред маринске ВВ; 110. одвојени специјални моторизовани батаљон полиције, Санкт Петербург; 2. одвојени специјални моторизовани батаљон полиције Санкт Петербург; пет других батаљона Специјалне моторизоване полиције; 28. одред посебне намене ВВ.
- Москва Оршанско-Хингански орден Црвеног барјака округа
  - Одвојена дивизија оперативне намене („Дивизија Џержински “) ( Балашиха, на истоку Москве)
  - 604. Црвенозаставни центар за посебне намене „Витјаз” ОДОН (В/Ч 3179); 12., 55., 95. дивизије ВВ; 551., 687., 503., 649., 591. пука ВВ; једна самостална бригада специјалног одређивања, 21. у Софрину, Московска област, основана 10. октобра 1988. из 504. пука за обуку; осам самосталних батаљона ВВ; 16 батаљона специјалне моторизоване полиције; три одреда специјалне намене укључујући Зубр ; друге јединице. [11]
- Севернокавкаски округ
  - 2. самостална дивизија за посебне намене; [12] 47., 49. самостална брдска ратна бригада ВВ (В/Ч 3748, Владикавказ) и 22. (војна јединица 3642, Калач-на-Дону), 46. самостална бригада Жукова специјалног одређивања (В/Ч 3025, Грозни), 50. самостална бригада оперативног одређивања (војна јединица 3660, Новочеркаск), 102. засебна бригада оперативног одређивања ( Махачкала) (војна јединица број 6752), 424. самостална бригада оперативног одређивања; пет пукова ВВ; 140. артиљеријски пук ВВ; седам батаљона специјалне моторизоване полиције; 10 самосталних батаљона ВВ; 358. одвојени извиђачки батаљон (војна јединица 6776, Грозни); 358., 346., 372., 398. извиђачки батаљони ВВ; одреди посебне намене; друге јединице. [11] 674. пук оперативног одређивања касније је пријављен у Моздоку . [13]
- Приволзхски Дистрицт
  - 94. Црвенознаменски орден Жуковске дивизије, Саров; 43. пук ВВ, Саров; други пук ВВ, Саров; 561. пук ( војна јединица број 3424, Дзержинск); 34. самостална оперативна бригада (ОБРОН) (војна јединица 3671, Богородск/Нижњи Новгород); 86. батаљон специјалне мобилне полиције, Казањ; 26. одред посебне намене (ооСпН) „Барс“ (војна јединица 5598, Казањ); 428. одвојени батаљон (војна јединица 3730, Казањ); 79. дивизија (бригада(?)) (војна јединица 6676, Киров); 739., 488., 419., неидентификовани (Уфа), 113. (Самара), 738. (Чебоксари), неидентификовани (Волгоград) специјални батаљони моторизоване полиције; 379. самостални батаљон (Зелени, ВЈ 6819?);› 29. одред посебне намене (ооСпН) им. ММ. Шаимуратов "Булат" (војна јединица 6795, Уфа); 54. самостална оперативна бригада (Перм); 35. самостална бригада (Самара); неидентификовани ВВ пук, Тољати; 589. ВВ пук, Заречни; 20. одред посебне намене "Викинг", Саратов. [14] [15]
- Уралски округ
  - 93. дивизија ВВ, Чељабинск, 42., 545., 546., 562. пук, 95. пук ВВ (Копејск), 23. одред посебне намене ВВ Мечел, Чељабинск, 928. индијски батаљон ВВ (Презерни ВВ) (Претли ВВ Дивизија 96-41), Дивизија ВВ 341 пук (Новоуралск), 18. пук ВВ (Нижњи Тагил), 138. пук ВВ (Леснои), 12. одред посебне намене ВВ Урал, Нижњи Тагил, 620. пук (војна јединица 3474, Јекатеринбург); 395. Индијски мобилни батаљон полиције, Јекатеринберг, 131. Инд мобилни батаљон полиције, Персјабинск.
- Сибирски округ
  - 42., 82. бригаде ВВ, 91. Црвенознаменка Ордена Суворова ВВ бригада (в/ч 7486, Красноарск), друге, мање јединице.
- Источни округ

Војне јединице под непосредном потчињеношћу:
- Централне комуникације
- Инжењерски центар
- Обавештајна управа унутрашњих трупа при начелнику обавештајне службе-заменику начелника штаба унутрашњих трупа.

## Врховни команданти
Главни команданти унутрашњих трупа Министарства унутрашњих послова Русије од 1991. године:
- Генерал-пуковник Василиј Саввин (1991–1992)
- Генерал армије Анатолиј Куликов (1992–1995)
- Генерал-пуковник Анатолиј Романов (1995)
- Генерал-пуковник Анатолиј Шкирко (1995–1997)
- Генерал-пуковник Леонтиј Шевцов (1997–1998)
- Генерал-пуковник Павел Маслов (1998–1999)
- Генерал-пуковник Вјачеслав Овчиников (1999–2000)
- Генерал армије Вјачеслав Тихомиров (2000–2004)
- Генерал армије Николај Рогожкин (2004–2014)
- Генерал армије Виктор Золотов (2014–2016)

## Мисије
- Безбедност – да чува „кључне” државне институције (осим Кремља и највиших ешалона власти које чува Федерална заштитна служба (ФСО)), нуклеарне објекте, специјална складишта и војне базе.
- Национална одбрана – извођење безбедносних операција позадинског подручја и свих војних операција унутар државних граница, контраобавештајни орган у рату.
- Транспорт затвореника – у совјетско време, такође је чувао и управљао логорима Гулаг . Данас: конвој и транспорт осуђеника. Обезбеђење и рад затвора обавља Савезна служба за извршење кривичних санкција од свог оснивања 1994. године.
- Јавни ред – помоћи руској полицији у операцијама контроле нереда када јединице ОМОН-а нису доступне.
- Гранична контрола – помоћ Руској Федералној граничној служби у заштити државне границе Руске Федерације .
- Функције војне полиције .
- Противтерористичке операције (јединице специјалних снага ВВ као што су Витјаз и Рус ).
- Могућа противтежа редовној војсци, посебно током совјетске ере.

## Опрема
Опрема унутрашњих трупа је укључивала:

### Хеликоптери
- Ми-8 Хип
- Ми-24 Хинд

### Транспорт
- БТР-80
- БТР-70
- БМП-2
- БРДМ-2
- ГАЗ-2330 Тигр
- БПМ-97
- ГАЗ Водник
- Урал-4320
- УАЗ-469

### Оружје
- Велики избор малокалибарског оружја совјетске и руске производње и оружја за посаду.

## Закрпе за рамена
|                              |                                            |                                           |                                                                               |  |
| Ministry of Internal Affairs | Troops of the Ministry of Internal Affairs | Internal Troops High Command              | North-West District                                                           |  |
| North Caucasian District     | Volga District                             | Ural District                             | Siberian District                                                             |  |
| Eastern District             | Internal Security and Military Colleges    | Separate Rapid Deployment Division (ODON) | Management of the Protection of Important Public Facilities and Special Cargo |  |